# Úplná množina pozorovatelných
Úplná množina pozorovatelných, též ÚMP, představuje takovou množinu pozorovatelných {\displaystyle \{A_{1},A_{2},,\ldots ,A_{n}\}}, které jsou navzájem nezávisle měřitelné (kompatibilní), tedy pro operátory odpovídající pozorovatelným platí {\displaystyle [{\hat {A}}_{i},{\hat {A}}_{j}]=0}.
Z komutativity daných operátorů plyne i komutativita projekčních operátorů do podprostorů odpovídajících vlastním hodnotám jednotlivých operátorů. Konkrétně tedy mějme:
{\displaystyle I_{a_{1},a_{2},\ldots ,a_{n}}=I_{a_{1}}I_{a_{2}}\ldots I_{a_{n}}}
Je-li systém ve stavu {\displaystyle |\psi >}, pak je hodnota stavového vektoru {\displaystyle |\phi >} systému po naměření nějakých hodnot {\displaystyle \{a_{1},a_{2},\ldots ,a_{n}\}} rovna:
{\displaystyle |\phi >=I_{a_{1},a_{2},\ldots ,a_{n}}|\psi >}
Pokud je množina operátorů ÚMP, pak musí být výše definovaný projekční operátor projekčním operátorem do jednorozměrného nebo 0rozměrného prostoru. Pokud projektuje do 0 D, pak tato kombinace vlastních hodnot operátorů nemůže být nikdy naměřena, např. máme-li {\displaystyle l=2,m=3}. Pokud projektuje do 1 D, je principiálně možné danou kombinaci vlastních čísel naměřit. Stavový vektor je však po měření až na multiplikativní konstantu určen jednoznačně. Je obecně známo, že fyzikální popis nezávisí na normování stavového vektoru (vždy je konvenčně možno normovat na jednotku), a proto po měření ÚMP přesně známe stav, ve kterém se systém nalézá, bylo na něm provedeno nejúplnější možné měření a pokud provedeme za velmi krátký čas stejné měření, obdržíme s jistotou stejné hodnoty pozorovatelných z ÚMP.
V případě jedné částice tvoří ÚMP např. operátory:
{\displaystyle \{{\hat {X}}_{1},{\hat {X}}_{2},{\hat {X}}_{3}\}}
{\displaystyle \{{\hat {P}}_{1},{\hat {P}}_{2},{\hat {P}}_{3}\}}
{\displaystyle \{{\hat {P}}_{1},{\hat {X}}_{2},{\hat {X}}_{3}\}}
{\displaystyle \{{\hat {H}},{\hat {L}}^{2},{\hat {L}}_{3}\}}
V případě svou částic lze za ÚMP vzít např. polohy obou částic, hybnost první a polohu druhé, atd. Případně polohu těžiště soustavy a relativní polohu druhé částice vůči první. Možností je daleko více
Při řešení úloh většinou volíme takovou ÚMP, jejichž pozorovatelné jsou integrály pohybu. Tento fakt pak zaručuje, že kvantová čísla odpovídající vypočtenému kvantovému stavu se nezmění ani za určitý čas.
Nakonec bývá výhodné převést pomocí unitární transformace stavový vektor do proměnných, které nás zajímají. Zajímá-li nás např. rozložení impulzu částice, pak vyjádříme stavový vektor v {\displaystyle P} reprezentaci atd.